# روبیانا
روبیانا (به ایتالیایی: Rubiana) یک کومونه در ایتالیا است که در استان تورین واقع شده‌است.

## خصوصیات
روبیانا ۲۶٫۸ کیلومترمربع مساحت و ۲٬۳۹۹ نفر جمعیت دارد و ۷۰۰ متر بالاتر از سطح دریا واقع شده‌است.